# SPENS
SPENS (zkratka z Stonotenisko prvenstvo Evrope Novi Sad, v srbské cyrilici Стотениско првенство Европе Нови Сад) je rozsáhlé obchodní a sportovní centrum v Novém Sadu. Patří mezi nejrozsáhlejší svého druhu v Evropě.

## Využití
V centru se konají četné sportovní aktivity, včetně různých mistrovství (např. roku 1990 šachová olympiáda). Právě zkratka z celoevropské soutěže ve stolním tenise zlidověla, a dnes se tak obecně říká celému centru SPENS (oficiální název je Sportovní a pracovní centrum Vojvodiny – srbsky v cyrilici Спортски и пословни центар Војводине). Celý objekt se rozprostírá na ploše přes 85 000 m2 a sportovní část zahrnuje malou i velkou halu, arénu pro zimní sporty, bowling, plavecký bazén, 11 tenisových kurtů, halu pro střelbu, divadelní sál a konferenční sál. K celému areálu SPENSu patří také i dvoupatrové kryté garáže. Kapacita areálu je 11 500 míst.

## Historie
O výstavbě obchodního domu a sportovního centra rozhodli místní občané v referendu v 70. letech 20. století. Jeho výstavba začala roku 1971 a otevřeno bylo 14. dubna 1981. Jeho architektem byl Živorad Janković,, který navrhl například i budovu Paláce mládeže a sportu v Prištině, nebo halu Skenderija v Sarajevu. 
V interiéru vznikla umělá zahrada, aby byla zdůrazněna světelnost celé stavby, byly některé její části obloženy dekorativním bílým mramorem. Pro ocelové konstrukce byla jako doplňková barva zvolena žlutá.
V blízkosti SPENSu se nachází studentský kampus Univerzity v Novém Sadu, fotbalový stadion Karađorđe, areál bývalé železniční stanice, jakož i rozsáhlá veřejná prostranství. Na nich se konají různé trhy. Na konci 80. let to bylo populární místo pro příznivce Slobodana Miloševiće během tzv. Jogurtové revoluce. Tehdy se zde shromažďovaly tisíce lidí, aby si vyslechli projev tohoto srbského autoritativního politika.

### Rekonstrukce
V roce 2014 nechalo město Novi Sad zřídit expertní skupinu, která se měla zabývat modernizací stavby, především zvýšením míry její efektivity co do spotřeby elektrické energie. V závěru druhé dekády 21. století probíhala v Novém Sadu diskuze o možné přestavbě nebo zbourání stárnoucího obchodního centra, to však nakonec zůstalo bez odezvy místní samosprávy, neboť se k rozhodnutí nenašla podpora většiny veřejnosti. V blízkosti obchodního centra SPENS (a i nedalekého centra Mercator) vznikl nový obchodní komplex Promenada. V roce 2020 má být za pomoci EBRD zahájena rekonstrukce budovy, která nicméně má probíhat v duchu původní podoby a ztvárnění stavby.